# Anthurium lactifructum
Anthurium lactifructum är en kallaväxtart som beskrevs av Thomas Bernard Croat. Anthurium lactifructum ingår i släktet Anthurium och familjen kallaväxter. Inga underarter finns listade.